# Paectes murina
Paectes murina là một loài bướm đêm trong họ Noctuidae.